# 比茲利山
比茲利山（英語：Mount Beazley）是南極洲的山峰，位於瑪麗伯德地，處於加利福尼亞高原的北端，海拔高度2,410米，美國地質調查局根據測量和美國海軍拍攝的空中照片繪入地圖，現時由南極條約體系管理。